# Franco Cavallo
Pour les articles homonymes, voir Cavallo.
Franco Cavallo, né le 26 septembre 1932 à Naples et mort le 9 janvier 2022  dans la même ville, est un skipper italien.

## Biographie
Franco Cavallo participe aux Jeux olympiques d'été de 1968. Il prend part à l'épreuve des star avec son coéquipier Camillo Gargano et remporte la médaille de bronze.

## Palmarès

### Jeux olympiques
- Jeux olympiques de 1968 à Mexico,  Mexique
  -  Médaille de bronze.